# 劉邦と項羽
『劉邦と項羽』（りゅうほうとこうう、原題：漢劉邦）は、中華人民共和国で1997年に中国中央電視台で制作されたテレビドラマである。
邦題には項羽の名が併記されているが、実質はその原題の如く、漢の高祖・劉邦の生涯を描いた歴史ドラマである。全35話。
日本では全12巻のVHS版及び全4巻のDVD（2003年）が発売されている。テレビでは未放映であるが、2003年にNHKの番組「その時歴史が動いた」で楚漢戦争が特集された時、このドラマの映像の一部が使用されている。

## 主な出演者
- 劉邦 - 劉文治
- 呂雉 - 于小慧
- 韓信 - 李宏偉
- 項羽 - 張林
- 張良 - 王剛
- 虞姫 - 周露
- 范増 - 劉仲元